# Raumtemperatur
Als Raumtemperatur, Lufttemperatur oder Innentemperatur wird die Temperatur bezeichnet, die üblicherweise in bewohnten Räumen herrscht. Sie wird an der Raumluft gemessen.

## Begriffsklärung Raumtemperatur – Zimmertemperatur
Als Raumtemperatur oder Innentemperatur {\displaystyle \theta _{\mathrm {i} }} bezeichnet man allgemein die im Raum gemessene Temperatur. Raumtemperatur ist eine zusammenfassende Temperaturgröße aus der örtlichen Lufttemperatur und den Strahlungstemperaturen der einzelnen Umgebungsflächen. Lufttemperatur {\displaystyle \theta _{\mathrm {L} }} ist die Temperatur der den Menschen umgebenden Luft ohne Einwirkung von Wärmestrahlung. Sie wird in einer Höhe von 0,75 m über dem Fußboden an den Arbeitsplätzen mit einem wärmestrahlungsgeschützten Thermometer in Grad Celsius (°C) mit einer Messgenauigkeit von ±0,5 °C gemessen.
Raumlufttemperatur, auch Zimmertemperatur, ist ein feststehender Begriff, auch wenn ein Zimmer unterschiedliche Temperaturen haben kann. Es handelt sich regelmäßig um eine Temperatur, die von Personen, die sich in dem betrachteten Raum aufhalten, als behaglich empfunden wird (Wohlfühltemperatur). Dabei wird davon ausgegangen, dass die Personen eine für den Aufenthalt in diesen Räumen typische Bekleidung tragen, die nicht für wesentlich höhere oder niedrigere Temperaturen vorgesehen ist. Als thermisch behaglich gilt eine Umgebung, wenn Luftbewegung (keine Zugluft), die Luftfeuchtigkeit (nicht zu trocken, zu schwül) und die Raumtemperatur (nicht zu warm oder zu kalt) als angenehm empfunden werden – daher hängt die gefühlte Temperatur von der Luftfeuchte ab. Auch ist die Solltemperatur von den Strahlungsflächen abhängig: Je mehr Energie über Strahlung auf den Körper übertragen wird, desto geringer braucht die Lufttemperatur zu sein, um ein angenehmes Raumklima zu erzielen (Strahlungsheizung, „Kachelofen-Effekt“). Außerdem ist sie stark von der Raumnutzung abhängig; in primär sitzend genutzten Räumlichkeiten (Büroräume, Wohnzimmer) liegt sie höher, bei Bewegung niedriger (Küche, Wirtschaftsräume). Nassräume (Bad, Toilette) verlangen hohe, Schlafräume niedrige Temperatur (Prinzip der Nachtabsenkung).

## Verwendung als Bezugs- und Richtwert

### Gebäudetechnik und Alltag
In der Klimatechnik ergeben sich aus der Differenz aus angestrebter Raumtemperatur und einer gewissen Mittlung der Außentemperatur alle relevanten Größen, für die Heiztechnik etwa Heizlast und Wärmebedarf, Heiztage und Heizperiode, Gradtagzahl/Heizgradtage und daraus resultierend die Heizkosten – die Begriffe der Kühltechnik, wenn die Außentemperatur die Raumtemperatur übersteigt, oder die Sonneneinstrahlung die Gebäude aufheizt, sind analog Kühllast und Kältebedarf, Sommer-/Hitzetage und Kühlgradstunden.
Die mit der Raum-Solltemperatur verbundenen Werte liegen im deutschsprachigen Raum je nach Quelle bei:
- 19–21 °C[4] bzw. 22 °C[5] für Wohngebäude, Bürogebäude, Schulen, Verkaufsstätten, Restaurants, Veranstaltungsstätten;
- 21–23 °C[4] bzw. 22 °C[5] für Krankenhäuser, Pflegeheime;
- 17–19 °C[4] bzw. 22 °C[5] für Betriebsstätten, Sportstätten;
- 21–23 °C[4] für öffentliche Bäder und
- 15–17 °C[4] für Lager.

Bei hohen Außentemperaturen soll die Raumtemperatur einen Wert von etwa 25–26 °C nicht überschreiten (siehe Hitzefrei). Für die Berechnungen der benötigten Heizleistung für Wohnräume wird in vielen Fällen eine Raumtemperatur von 20–21 °C herangezogen. Die ideale Raumtemperatur ist jedoch abhängig von der Funktion des Raumes. Für Küche und Schlafzimmer sind Raumtemperaturen von 16 bis 18 °C ausreichend. Allerdings sollte in keinem Zimmer die Raumtemperatur unter 16 °C sinken, um Schimmelbildung durch zu hohe Luftfeuchtigkeit zu vermeiden. Die Raumtemperatur lässt sich mittels Heizkörperthermostatventil, evtl. ergänzt um eine Schaltuhr, oder mittels Temperaturregler einfach regulieren und überwachen.

### Lebensmittel
Die Raumlufttemperatur findet auch Anwendung bei der Bemessung und bezüglich Angaben zur Haltbarkeitsdauer für Lebensmittel und Medikamente. Diese Angabe muss für verschiedene Klimazonen angepasst werden: Wird beispielsweise eine Lagerung von Lebensmitteln „bei Zimmertemperatur“ empfohlen (etwa bei der Angabe des Mindesthaltbarkeitsdatums), so wird hierbei in Deutschland ein Temperaturbereich von 18 °C bis 22 °C angenommen.
Bei Rotwein ist oft die Empfehlung zu hören, diesen zu „chambrieren“, das heißt, auf Zimmertemperatur zu bringen. Damit ist allerdings eine Temperatur von 17 bis maximal 19 °C gemeint, da die Anweisung aus Zeiten stammt, als die Räume in Europa nicht so warm beheizt wurden wie heutzutage. Außerdem gilt dies nur für schwere Rotweine, leichte Rotweine werden mit 13 bis 16 °C serviert.

### Chemische und physikalische Systeme
In der Physik, zumeist in der statistischen Physik, wird häufig eine Raumtemperatur von 293,15 Kelvin (20 Grad Celsius) angesetzt, womit sich überschlagsmäßig eine thermische Energie kB·T von etwa 25 meV (= 4 · 10−21 J) ergibt. Jedoch ist dieser Wert keineswegs eindeutig oder wissenschaftlich definiert; so findet man beispielsweise in US-amerikanischen Lehrbüchern überwiegend eine Temperatur von 25 °C (77 °F) als Bezugsgröße vor.
Andererseits existieren auch Systeme von Standardbedingungen bzw. Normalbedingungen, die von internationalen Kommissionen gemäß wissenschaftlichen Richtlinien definiert wurden; dies sind beispielsweise das STP-System der IUPAC (273,15 K) oder der Standard ISO 13443 (15 °C). Maßangaben zu (Dampf-)Drücken oder dem spezifischen Gewicht bzw. der Dichte z. B. von Flüssigkeiten sowie chemische Reaktionsgeschwindigkeiten werden auf Temperaturen in solchen Systemen bezogen.

### Messbedingungen
Physikalische und chemische Größen wie Dichte und thermischer Ausdehnungskoeffizient, Festigkeitswerte, Dampfdruck, Löslichkeit, Säuregrad variieren mit der Temperatur des gemessenen Stoffs. Zu jedem Messwert gehört dadurch die Angabe der Umgebungsbedingungen, zu aller erst die Temperatur, bei Gasen auch der Druck. Am wichtigsten sind Messwerte bei Temperaturen, in denen sie üblicherweise in Räumen gehandhabt werden. Am einfachsten sind Messungen bei Umgebungstemperatur, also ohne dass Kühlung notwendig ist. So gewonnene Messwerte werden daher mit „bei Raumtemperatur“, „@ RT“, in D’Ans-Lax mit „Z.T.“ (= Zimmertemperatur) üblich ist in jedem Werk einmal die damit gemeinte Temperatur in °C oder Kelvin anzugeben. Alternativ wird die Temperatur in K oder °C als Index dem Formelzeichen hinzuzufügen, z. B. D(20°C), d273,15, d15, D20.

## Energiepolitische Relevanz
Wärmetechnik hat einen erheblichen Einfluss auf den globalen Energiebedarf. Im Zuge steigender Energiepreise und möglicher Knappheiten trafen 2022 viele öffentliche Einrichtungen in Europa Maßnahmen zur Senkung der Raumtemperatur. Eine globale Beschränkung der Zimmertemperaturen auf 19 °C könnte zudem 62 Megatonnen CO2-Äquivalente einsparen.